# Ophiosphaerella korrae
Ophiosphaerella korrae är en svampart som först beskrevs av J. Walker & A.M. Sm. bis, och fick sitt nu gällande namn av Shoemaker & C.E. Babc. 1989. Ophiosphaerella korrae ingår i släktet Ophiosphaerella och familjen Phaeosphaeriaceae.   Inga underarter finns listade i Catalogue of Life.